# Liste der Straßennamen in Solingen (R–Z)

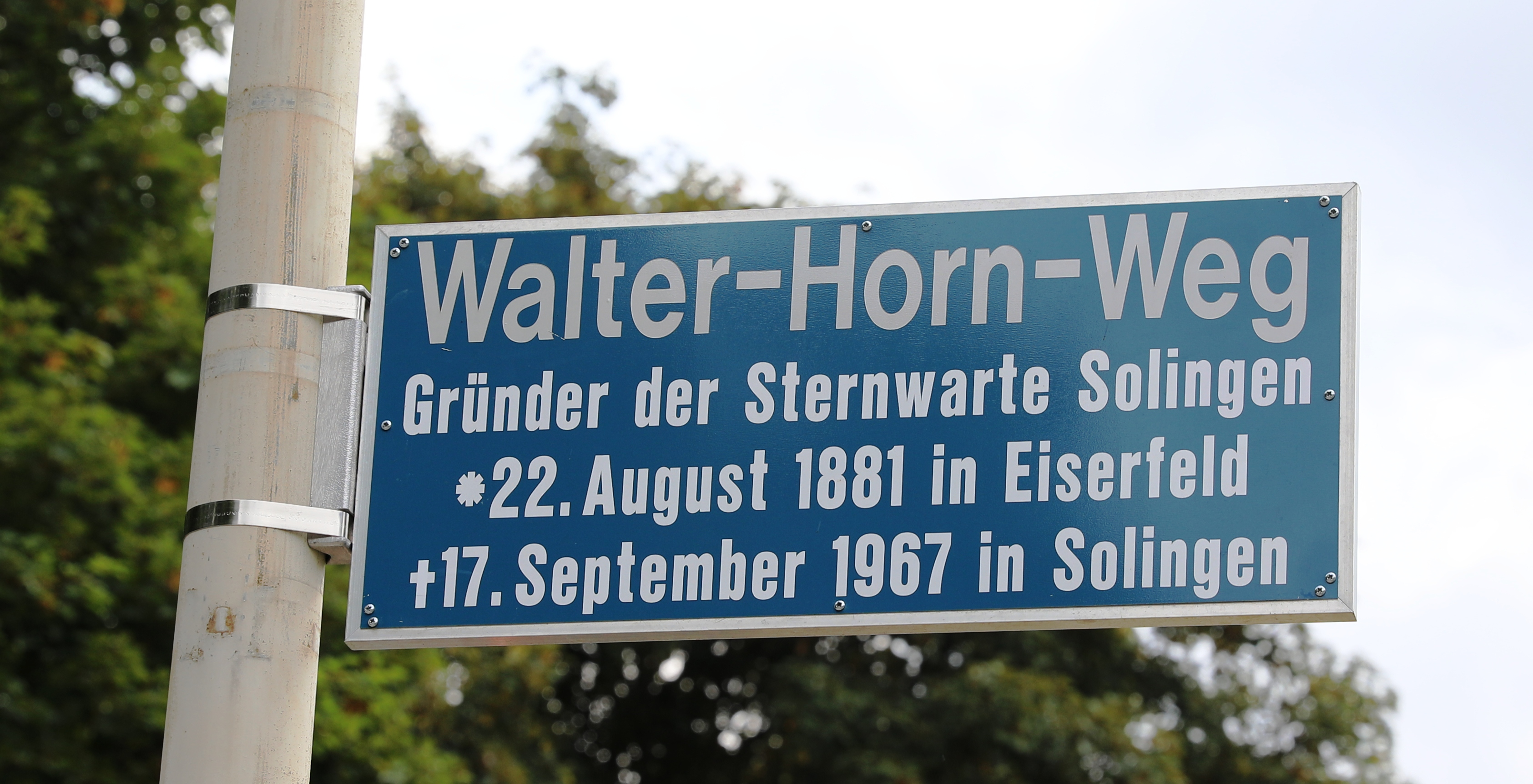
Walter-Horn-Weg

Die Liste der Straßennamen in Solingen (R–Z) enthält alle Straßen und Plätze dieses Buchstabenbereiches der bergischen Großstadt Solingen sowie eine Erläuterung zur Herkunft des Namens, soweit bekannt, eine Zuordnung zu den jeweiligen Stadtteilen sowie das gegebenenfalls betroffene Themengebiet des Einteilungsplanes für die Namensgebung von Straßen, Wegen und Plätzen.

## Hinweise
- Die Spalte Straßenname enthält die Bezeichnung der Straße oder des Platzes.
- Als Stadtteil sind die jeweiligen Stadtteile aufgelistet, zu der die Straßen und Plätze gehören.
- Die Spalte ggf. Einteilungsplan gibt Aufschluss darüber, ob die Straße Teil des offiziellen Einteilungsplanes für die Namensgebung von Straßen, Wegen und Plätzen der Stadt Solingen ist und wenn ja, in welchem Themengebiet.
- In der Spalte Bedeutung sind Erläuterungen zur Herkunft des Namens (etwa Orte, Persönlichkeiten oder historische Begebenheiten) angegeben, sowie die Links zu bestehenden Artikeln.
- Die Spalte Anmerkungen umfasst darüber hinaus gehende Informationen, wie etwa das Datum der Benennung, historische Straßennamen oder Hinweise auf ein Gebiet mit Straßennamen des gleichen Themenbereichs.

Alle Spalten sind sortierbar. 

## Straßennamen R–Z
| Inhaltsverzeichnis: | R – S – T – U – V – W – Y – Z |

| Straßenname              | Stadtteil            | ggf. Einteilungsplan                    | Bedeutung | Anmerkungen |
| ------------------------ | -------------------- | --------------------------------------- | --- | --- |
| Raabestraße              | Höhscheid            | Dichter und Literaten                   | Wilhelm Raabe (1831–1910), deutscher Schriftsteller | Die vormalige Heinestraße erhielt am 26. April 1935 ihren heutigen Namen |
| Raffaelstraße            | Wald                 | Maler und Bildhauer                     | Raffael (1483–1520), italienischer Maler und Baumeister | Die ursprünglich Schützenstraße genannte Straße erhielt unter dem Nazi-Regime am 26. April 1935 den Namen Immelmannstraße zu Ehren des gleichnamigen Jagdpiloten, die Umbenennung erfolgte nach dem Zweiten Weltkrieg zwecks Verbannung militaristischer Symbole, die benachbarte Bertholdstraße, die auch einen Jagdflieger ehrt, behielt indes ihren Namen |
| Rankestraße              | Wald                 | Philosophen und Gelehrte                | Leopold von Ranke (1795–1886), deutscher Historiker, Historiograph des preußischen Staates, Hochschullehrer und königlich preußischer Wirklicher Geheimer Rat | |
| Rathausstraße            | Höhscheid            |                                         | nach dem ehemaligen Rathaus von Dorp | Die Straße sollte das Zentrum der selbständigen Stadt Dorp werden, als das Rathaus 1885 errichtet wurde, schon 1889 wurde die Stadt Dorp aber nach Solingen eingemeindet, so zerschlugen sich die Pläne |
| Rathland                 | Gräfrath             |                                         | Hofschaft Rathland, in der Bedeutung von gerodetes Land | Der Hofschaftsname ist seit dem 16. Jahrhundert belegt |
| Ratinger Weg             | Ohligs               | Deutsche Städte                         | Ratingen, größte Stadt des Kreises Mettmann | |
| Rechenweg                | Höhscheid            | Garten- und Ackergeräte                 | Rechen, Handwerkzeug zum Harken | |
| Rechtweg                 | Merscheid            |                                         | nach dem Recht | In der Wohnsiedlung nördlich der Hofschaft Dahl, die für ihr Gerichtswesen bekannt war, tragen einige Straßen die Namen des Themengebietes Gerichtswesen, Benennung am 18. Oktober 1955 |
| Regerstraße              | Höhscheid            |                                         | Max Reger (1873–1916), deutscher Komponist und Organist | vormals Feldstraße, Umbenennung am 1. Juli 1936 wegen der Verwechslungsgefahr zu den vier anderen Straßen im Stadtgebiet, Benennung aufgrund der Nähe zur Lortzingstraße |
| Rehpfad                  | Krahenhöhe           | Huftiere                                | Reh, scheues Waldtier | |
| Reiderstraße             | Merscheid            | Handwerker                              | Reider, Handwerker, der Messer und Klinge zusammenführt, in der Solinger Mundart ein Bereiter, Fertigmacher von Messern | |
| Reinekeweg               | Gräfrath             | Märchen                                 | Reineke Fuchs, Hauptfigur eines Epos in Versen und in Prosa | |
| Reisstraße               | Wald                 | Forscher und Erfinder                   | Philipp Reis (1834–1874), deutscher Physiker und Erfinder, gilt als einer der Erfinder des Telefons | |
| Rembrandtstraße          | Wald                 | Maler und Bildhauer                     | Rembrandt van Rijn (1606–1669), bekanntester Maler des niederländischen Barocks | |
| Remscheider Straße       | Mitte                |                                         | nach der Stadt Remscheid, in die die Serpentinenstraße über Müngsten führt | Die Straße war zunächst ein schmaler Wald- und Feldweg, erst 1848 wurde sie ausgebaut und hieß in der Folgezeit im Volksmund Müngstener Chaussee, bevor sie offiziell am 1. Dezember 1903 Müngstener Straße benannt wurde, nach der Eingemeindung Burgs 1975 erfolgte die erneute Umbenennung, bei der die Straße ihren heutigen Namen erhielt |
| Rennpatt                 | Ohligs               |                                         | ehemalige Hofschaft Rennpatt, Renn für steiler Abhang und patt rheinisch für Weg (=Pfad) | Der Hofschaftsname war schon im Jahre 1451 vorhanden, verschwand später und die vormalige Schulstraße im Ohligser Unterland, abgeleitet von der Heiligenstocker Schule, wurde wegen Dopplung am 26. April 1935 umbenannt |
| Rheinstraße              | Ohligs               | Deutsche Flüsse                         | Rhein, größter deutscher Fluss | Die Straße erhielt ursprünglich nur auf einem Teilabschnitt den Namen Rheinstraße, der östliche Abschnitt zwischen Forst- und Wilhelmstraße hieß zunächst Blumenstraße, letzterer Abschnitt wurde wegen Dopplung am 26. April 1935 noch zur Rheinstraße hinzugefügt |
| Richard-Wagner-Straße    | Wald                 | Komponisten                             | Richard Wagner (1813–1883), deutscher Komponist | |
| Richrather Straße        | Ohligs               |                                         | Richrath, ehemals eigenständige Gemeinde und heute Ortsteil der Nachbarstadt Langenfeld | |
| Richterweg               | Merscheid            |                                         | Richter, Jurist, der vor Gericht Recht spricht | In der Wohnsiedlung nördlich der Hofschaft Dahl, die für ihr Gerichtswesen bekannt war, tragen einige Straßen die Namen des Themengebietes Gerichtswesen, Benennung am 18. Oktober 1955 |
| Riefnacken               | Aufderhöhe           |                                         | Hofschaft Riefnacken | Der Hofschaftsname ist seit dem 16. Jahrhundert belegt |
| Rilkestraße              | Aufderhöhe           | Dichter des deutschen Sprachraumes      | Rainer Maria Rilke (1875–1926), einer der bedeutendsten Lyriker deutscher Sprache | |
| Ringelshäuschen          | Gräfrath             |                                         | Hofschaft Ringelshäuschen, abgeleitet wahrscheinlich von dem Familiennamen Ringel | Der Hofschaftsname war bereits vor 1715 vorhanden |
| Ringelstraße             | Gräfrath             |                                         | nach dem Hofschaftsnamen Ringelshäuschen | |
| Ringstraße               | Wald                 |                                         | nach dem ringförmigen Straßenverlauf | |
| Ritaweg                  | Mitte                | Weibliche Vornamen                      | Rita, Vorname | |
| Ritterstraße             | Krahenhöhe           |                                         | nach den Rittern, die auf Schloss Burg ihren Sitz hatten | Die alte Dorper Verbindungsstraße wurde im Jahre 1883 ausgebaut |
| Robert-Blum-Weg          | Höhscheid            | Politiker                               | Robert Blum (1807–1848), deutscher Politiker der Märzrevolution | Die Straße erhielt ihren Namen im Zuge des Baus der Siedlung Weegerhof am 16. März 1928 |
| Robert-Klaas-Straße      | Merscheid            |                                         | Robert Klaas, traditionsreiches Schneidwarenunternehmen aus Merscheid mit Unternehmenssitz gegenüber der Straße an der Pfeilstraße | Die Umbenennung der vormaligen Florastraße erfolgte als Geschenk der Stadt Solingen zum 100-jährigen Firmenjubiläum des Unternehmens im Zuge der großen Straßenumbenennungsaktion am 26. April 1935, das Firmenjubiläum wurde ein Jahr zuvor gefeiert, im Gegenzug musste die Firma Klaas sich an den Kosten der Umbenennung und des Ausbaus der Straße beteiligen                                                                                                 |
| Robert-Koch-Straße       | Mitte                | Nobelpreisträger                        | Robert Koch (1843–1910), deutscher Mediziner und Mikrobiologe | |
| Roggenkamp               | Gräfrath             |                                         | Flurname, ein Feld, auf dem Roggen angepflanzt war oder benannt nach dem Eigentümer Rogge (?) | Der Zubringer zur Autobahn 46 wurde in den 1990er Jahren gebaut und erhielt dabei einen traditionellen Flurnamen |
| Rolandstraße             | Mitte                | Sagengestalten                          | nach der Sagengestalt des Grafen Roland (736–778) im Frankenreich Karls des Großen | |
| Rolsberg                 | Wald                 |                                         | Hofschaft Rolsberg, nach dem Familiennamen Röltgen | Der Name der Hofschaft ist seit dem 16. Jahrhundert belegt |
| Rolsberger Straße        | Wald                 |                                         | siehe Rolsberg | |
| Rölscheider Straße       | Widdert              |                                         | Hofschaft Rölscheid | Der Name der Hofschaft ist seit dem 16. Jahrhundert belegt |
| Röntgenstraße            | Wald                 | Forscher und Erfinder                   | Wilhelm Conrad Röntgen (1845–1923), deutscher Physiker, Entdecker der Röntgen-Strahlung | |
| Roonstraße               | Merscheid            |                                         | Albrecht von Roon (1803–1879), preußischer Generalfeldmarschall und als Politiker ein Mitarbeiter Otto von Bismarcks in der Zeit der Reichsgründung von 1871 | Einige Straßen östlich der Bebelallee tragen noch heute die Namen preußischer Generäle, Blücher-, Roon- und Moltkestraße |
| Roseggerstraße           | Höhscheid            | Dichter und Literaten                   | Peter Rosegger (1843–1918), österreichischer Schriftsteller und Poet | |
| Rosenkamper Straße       | Wald                 |                                         | ehemalige Hofschaft Rosenkamp, wahrscheinlich von Roß/Ross, Pferd und dem Wort Kamp in der Bedeutung Feld/Weide, also eine Pferdeweide | Der Name der Hofschaft war bereits im 18. Jahrhundert vorhanden |
| Rosenstraße              | Ohligs               |                                         | Rose, Zierpflanze | |
| Rosenzweigstraße         | Gräfrath             | Philosophen und Gelehrte                | Franz Rosenzweig (1886–1929), deutscher Historiker und jüdischer Philosoph | |
| Rostertreppe             | Mitte                | Historische Namen                       | Treppe von der Hauptstraße zum Kirchplatz, der Name leitet sich von Rost bzw. Eisen ab, da dort ein Eisengitter um den Friedhof verhinderte, dass Tiere Zugang hatten und die Gräber zerstörten | Die Ortsbezeichnung war bereits um 1500 vorhanden und wurde 1935 als offizieller Straßenname eingeführt, die Rostertreppe gehört zu den wenigen Stellen in der ehemaligen Altstadt, die die Bombenangriffe am 4. und 5. November 1944 unbeschadet überstanden haben, die Treppe erhielt ihren offiziellen Namen am 26. April 1935 |
| Rubensstraße             | Wald                 | Maler und Bildhauer                     | Peter Paul Rubens (1577–1640), flämischer Maler, einer der bekanntesten Maler des Barock | Die vormalige Vereinsstraße (nach der dort befindlichen Bauvereinssiedlung) erhielt wegen Dopplung ihren neuen Namen am 26. April 1935 |
| Rübezahlstraße           | Mitte                |                                         | Rübezahl, Berggeist (Schrat) des Riesengebirges | Die Straßenbenennung erfolgte im Zusammenhang mit der Nachbarstraße, dem Schneekoppenweg |
| Rückertstraße            | Aufderhöhe           | Dichter des deutschen Sprachraumes      | Friedrich Rückert (1788–1866), deutscher Dichter, Übersetzer und einer der Begründer der deutschen Orientalistik | |
| Rüdigerstraße            | Gräfrath             | Nibelungensage                          | Rüdiger von Bechelaren, Figur der Nibelungensage | |
| Rudolf-Kronenberg-Weg    | Ohligs               |                                         | Rudolf Kronenberg (gest. 1934), Generaldirektor und Mitgründer der Firma Kronprinz (heute Accuride), dem 1917 die Ehrendoktorwürde der RWTH Aachen verliehen wurde | An der Straße unweit des Werksgeländes entstand in den 1950er Jahren eine Siedlung mit Werkswohnungen für die Mitarbeiter des Unternehmens |
| Rudolf-Schwarz-Straße    | Mitte                | Schwertschmiede und Alt-Solinger Bürger | Rudolf Schwarz (1853–1934), Solinger Wirt, Scherenfabrikant und Lokalpolitiker, rund 40 Jahre Stadtverordneter, zuletzt unbesoldeter Beigeordneter, (Gründungs-)Mitglied in vielen Vereinen, darunter der Schlossbauverein, im Jahre 1928 zum Solinger Ehrenbürger ernannt | Die Namensgebung in der neuen SBV-Wohnsiedlung nördlich des Weyersbergs sorgte 1953 für Kontroversen im Stadtrat, schließlich folgte man den Vorschlägen der Genossenschaft zur Rudolf-Schwarz- und der August-Dicke-Straße, aus Woltmannweg wurde zwischen 1980 und 1995 die Ernst-Woltmann-Straße |
| Ruhrstraße               | Ohligs               | Deutsche Flüsse                         | Ruhr, Nebenfluss des Rheins | vormals Jägerstraße, aufgrund der Dopplung 1934 war vorgesehen, die Straße in Dardanellenstraße nach der türkischen Meerenge umzubenennen, der heutige Name wurde gewählt auf Wunsch von IHK und Verkehrsvereinen, die Umbenennung erfolgte am 26. April 1935 |
| Rupelrath                | Aufderhöhe           |                                         | Hofschaft Rupelrath, die Bezeichnung lässt wohl auf eine Rodung (-rath) eines Ruprecht oder Robert schließen | Die Ortsbezeichnung war bereits im 14. Jahrhundert vorhanden |
| Saarstraße               | Mitte                |                                         | Saar, rechter Nebenfluss der Mosel | Die vormalige Rheinstraße wurde aufgrund der Dopplung des Straßennamens am 15. Juni 1935 zur thematisch ebenso passenden Saarstraße |
| Sachsenstraße            | Gräfrath             | Alte deutsche Volksstämme               | Sachsen, westgermanischer Völkerverband | |
| Sandstraße               | Mitte                |                                         | ? | Die Straße erhielt am 18. August 1892 ihren ersten offiziellen Namen Ziegelstraße, aus heute unerfindlichen Gründen wurde dieser am 10. Februar 1902 durch Sandstraße ersetzt |
| Sängerweg                | Mitte                |                                         | nach dem in der nahen Hofschaft Meigen beheimateten Bergischen Männerchor Solingen-Meigen 1801, dem ältesten profanen Männerchor Deutschlands | |
| Saturnstraße             | Ohligs               | Planeten und Gestirne                   | Saturn, sechster Planet unseres Sonnensystems | Die ursprünglich Kurfürstenstraße genannte Straße wurde 1935 zur Hersingstraße in Gedenken an den Korvettenkapitän Otto Hersing, zur Verbannung militaristischer Symbole wurde die Straße 1946/1947 erneut umbenannt |
| Sauerbreystraße          | Ohligs               | Ohligser Bürger                         | Paul Sauerbrey (1876–1932), letzter Ohligser Bürgermeister (1922–1929) | Die Straße trug im Jahre 1872 den Namen Merscheider Straße, nach dem Bau des Ohligser Rathauses 1893 erhielt sie den Namen Rathausstraße, bevor wegen der Dopplung nach der Städtevereinigung am 26. April 1935 die Umbenennung in Tirpitzstraße erfolgte, am 17. Juni 1946 erhielt die Straße ihren heutigen Namen |
| Sauerlandstraße          | Mitte                | Deutsche Landschaften                   | Sauerland, Mittelgebirgsregion in Westfalen | |
| Schaafenmühle            | Merscheid            |                                         | nach der dort befindlichen Schaafenmühle, abgeleitet vom Familiennamen Schaaf | Die Ortsbezeichnung ist seit dem 15. Jahrhundert vorhanden |
| Schaberfeld              | Krahenhöhe           |                                         | Flurname, abgeleitet von Schaberger Feld, also dem Feld am Schattenberg | Die Straße erhielt ihren Namen offiziell am 17. Februar 1927 |
| Schaberg                 | Krahenhöhe           |                                         | Hofschaft Schaberg, der Name ist von Schadeberg/Schadberg (=Schattenberg) abgeleitet, also ein schattiger Berg | Der Hofschaftsname Schaberg war bereits vor 1250 existent |
| Schaberger Straße        | Krahenhöhe           |                                         | siehe Schaberg | |
| Schafenhaus              | Gräfrath             |                                         | Hofschaft Schafenhaus, abgeleitet vom Familiennamen Schaaf | Die Ortsbezeichnung ist seit dem 19. Jahrhundert vorhanden |
| Scharfhausen             | Höhscheid            |                                         | Hofschaft Scharfhausen, ursprünglich Scharpseelen, daher könnte der Name das Wort sele = Siedlung enthalten | Die Ortsbezeichnung ist seit dem 15. Jahrhundert vorhanden |
| Scharnhorststraße        | Höhscheid            |                                         | Gerhard von Scharnhorst (1755–1813), preußischer General | Wie viele andere Straßen in den vorkrieglichen Wohnvierteln rund um Bismarck- und Bülowplatz trägt auch die Scharnhorststraße den Namen eines preußischen Generals oder Staatsmannes, die Scharnhorststraße erhielt ihren Namen am 8. Januar 1907 |
| Scharrenberg             | Ohligs               |                                         | Hofschaft Scharrenberg | Der Hofschaftsname ist seit dem 16. Jahrhundert vorhanden |
| Scharrenberger Damm      | Ohligs               |                                         | siehe Scharrenberg, die Straße führt am Bahndamm entlang | |
| Scharrenberger Straße    | Ohligs               |                                         | siehe Scharrenberg | |
| Scheffelstraße           | Aufderhöhe           | Dichter des deutschen Sprachraumes      | Joseph Victor von Scheffel (1826–1886), geadelt 1876, im 19. Jahrhundert viel gelesener deutscher Schriftsteller und Dichter, Autor von Erzählungen und Versepen sowie mehrerer bekannter Liedtexte | |
| Scheider Mühle           | Wald                 |                                         | nach der Scheider Mühle, also eine Mühle bei der Hofschaft Scheid (heute Mummenscheid), Scheid leitet sich für gewöhnlich von einer Wasserscheide ab und bezeichnet eine Grenze | |
| Scheider Mühlenweg       | Wald                 |                                         | siehe Scheider Mühle | |
| Scheidter Feld           | Gräfrath             |                                         | Flurname, die Ackerflächen der Scheider Bauernhöfe (Oben- und Untenscheidt), nach dem Hofschaftsnamen Scheid oder Scheidt, die Bezeichnung Feld lässt auf eine vormals landwirtschaftlich genutzte Fläche schließen | Die Straßennamen neu erschlossener Gebiete sind häufig historischen Flurbezeichnungen entlehnt |
| Scheidter Straße         | Gräfrath             |                                         | nach dem Hofschaftsnamen Scheidt (heute etwa Oben- und Untenscheidt), Scheidt leitet sich für gewöhnlich von einer Wasserscheide ab und bezeichnet eine Grenze | |
| Scheidterbachstraße      | Gräfrath             |                                         | nach dem sogenannten Scheidter Bach, also dem Lochbach | |
| Schelerstraße            | Wald                 | Philosophen und Gelehrte                | Max Scheler (1874–1928), deutscher Philosoph, Anthropologe und Soziologe | |
| Schellberger Weg         | Höhscheid            |                                         | alte Ortslage Schellberg | Der Flurname ist seit dem 15. Jahrhundert bezeugt |
| Schellingstraße          | Wald                 | Philosophen und Gelehrte                | Friedrich Wilhelm Joseph Schelling (1775–1854), deutscher Philosoph und einer der Hauptvertreter des Deutschen Idealismus | |
| Schenkendorfstraße       | Wald                 |                                         | Max von Schenkendorf (1783–1817), deutscher Dichter der Befreiungskriege | Die zuvor namenlose Straße erhielt ihre erste offizielle Bezeichnung und damit ihren heutigen Namen am 26. April 1935 |
| Scheuren                 | Merscheid            |                                         | Hofschaft Scheuren, wahrscheinlich abgeleitet von dem Wort Scheuer, also einer Scheune | Der Name der Hofschaft war bereits im 17. Jahrhundert vorhanden |
| Schieferweg              | Krahenhöhe           | Mineralien und Gesteine                 | Schiefer, Sammelbegriff für verschiedenste Sedimentgesteine | |
| Schieten                 | Gräfrath             |                                         | Hofschaft Schieten, der Name leitet sich wohl von Scheide = Grenze ab, es könnte aber auch eine Wasserscheide gemeint sein | Der Name der Hofschaft war bereits im 15. Jahrhundert vorhanden |
| Schillerstraße           | Mitte                |                                         | Friedrich Schiller (1759–1805), deutscher Dichter der Weimarer Klassik | |
| Schimmelbuschweg         | Wald                 |                                         | nach den Mitgliedern der Familie Schimmelbusch, der im 17. und 18. Jahrhundert zahlreiche Schwertschmiedemeister entsprungen sind | Die vormalige Emilienstraße erhielt am 15. Juni 1935 wegen Dopplung ihren heutigen Namen |
| Schirpenberg             | Höhscheid            |                                         | Ortslage Schirpenberg, abgeleitet von der adeligen Familie Schirp | Der Flurname ist seit dem 15. Jahrhundert belegt |
| Schirpenbruch            | Höhscheid            |                                         | nach dem ehemaligen Rittersitz Haus Schirpenbruch, abgeleitet von der adeligen Familie Schirp | Der Flurname ist seit dem 15. Jahrhundert belegt |
| Schlachthofstraße        | Mitte                |                                         | nach dem vormals dort befindlichen Städtischen Schlachthof | |
| Schlagbaumer Straße      | Gräfrath             |                                         | Ortsbezeichnung Schlagbaum nach einer dort ehemals befindlichen Kontrollstelle vor der Stadt Solingen | |
| Schlegelstraße           | Wald                 | Philosophen und Gelehrte                | Friedrich Schlegel (1772–1829), deutscher Kulturphilosoph, Schriftsteller, Literaturkritiker, Historiker, Altphilologe, und als Pionier der Indogermanistik, Vergleichenden Sprachwissenschaft (Erste Lautverschiebung und Morphologische Sprachtypologie) bahnbrechender Indologe | |
| Schleiermacherstraße     | Gräfrath             | Kirchengeschichte                       | Friedrich Schleiermacher (1768–1834), protestantischer Theologe, Altphilologe, Philosoph, Publizist, Staatstheoretiker, Kirchenpolitiker und Pädagoge | |
| Schleifersberg           | Ohligs               |                                         | Ortslage Schleifersberg | Die vormalige Oberstraße erhielt wegen Dopplung des alten Namens am 26. April 1935 ihren heutigen Namen |
| Schlicken                | Höhscheid            |                                         | Hofschaft Schlicken, ursprünglich Schadlicken, daher vermutlich von dem Wort Schatten abgeleitet | Der Flurname ist seit dem Jahre 1479 belegt |
| Schlicker Weg            | Höhscheid            |                                         | siehe Schlicken | |
| Schloßbergstraße         | Burg                 |                                         | nach dem Schlossberg, auf dem sich Schloss Burg befindet | Die Straße erhielt ihren Namen vor der Rechtschreibreform und wurde nicht verändert, so wird das Schloss weiterhin mit ß geschrieben |
| Schloßplatz              | Burg                 |                                         | nach dem dort befindlichen Schloss Burg | Die Straße erhielt ihren Namen vor der Rechtschreibreform und wurde nicht verändert, so wird das Schloss weiterhin mit ß geschrieben |
| Schloßstraße             | Wald                 |                                         | Die Straße erhielt um 1900 ihren Namen in Anlehnung an den Namen der Familie Schlösser, auf deren früheren Grundbesitz die Straße angelegt wurde | |
| Schmalzgraben            | Merscheid            |                                         | Flurname, siehe Schmalzgrube | |
| Schmalzgrube             | Merscheid            |                                         | ehemalige Hofschaft Schmalzgrube, der Name deutet auf für den Ackerbau fettes = gutes Land hin | Auffällig ist laut Brangs die Endung -grube, die sonst in Solingen nicht gebräuchlich ist |
| Schmidtskotten           | Höhscheid            |                                         | nach dem Schmidtskotten, einem Schleifkotten des ehemaligen Eigentümers Schmidt | |
| Schmiedeweg              | Höhscheid            |                                         | wahrscheinlich nach einer dort ehemals befindlichen Schmiede | |
| Schneebacher Weg         | Aufderhöhe           | Schlesien, Patenschaft Goldberg         | Schneebach (heute Kopacz), kleiner Ort in Schlesien | |
| Schneekoppenweg          | Mitte                |                                         | Schneekoppe, Berg an der tschechisch-polnischen Grenze, höchster Berg des Riesengebirges | Die Straßenbenennung erfolgte im Zusammenhang mit der Nachbarstraße, der Rübezahlstraße |
| Schnepperter Straße      | Wald                 |                                         | Wohnplatz Schneppert, wahrscheinlich enthält der Name das Wort Schnepfe | |
| Schnittert               | Ohligs               |                                         | Hofschaft Schnittert | Die Hofschaftsbezeichnung war bereits um 1300 vorhanden |
| Schnitterter Weg         | Ohligs               |                                         | siehe Schnittert | |
| Schnitzlerstraße         | Gräfrath             |                                         | nach der bedeutenden Gräfrather Kaufmannsfamilie Schnitzler, aus der sechs Bürgermeister hervorgingen | vormals Rosenstraße, Umbenennung wegen Dopplung am 26. April 1935 |
| Schöffenweg              | Merscheid            |                                         | Schöffe, ehrenamtlicher Richter | In der Wohnsiedlung nördlich der Hofschaft Dahl, die für ihr Gerichtswesen bekannt war, tragen einige Straßen die Namen des Themengebietes Gerichtswesen, Benennung am 18. Oktober 1955 |
| Schönauer Weg            | Aufderhöhe           | Schlesien, Patenschaft Goldberg         | Schönau, Ort in Niederschlesien | |
| Schönfelder Weg          | Aufderhöhe           | Schlesien, Patenschaft Goldberg         | Schönfeld, Dorf in Niederschlesien | |
| Schöntal                 | Mitte                |                                         | ? | Die vormalige Sternstraße erhielt ihren heutigen Namen wegen Dopplung am 26. April 1935 |
| Schopenhauerstraße       | Wald                 | Philosophen und Gelehrte                | Arthur Schopenhauer (1788–1860), deutscher Philosoph, Autor und Hochschullehrer | |
| Schorberger Straße       | Merscheid/Aufderhöhe |                                         | Ortslage Schorberg | Die Hofschaftsbezeichnung ist seit dem frühen 19. Jahrhundert belegt |
| Schreinerstraße          | Merscheid            | Handwerker                              | Schreiner, Handwerker für Möbel und Holzgegenstände | Die Straßenbenennung durch die Höhscheider Stadtverordneten erfolgte am 13. Oktober 1908, um den traditionsreichen Beruf zu ehren |
| Schrodtberg              | Mitte                |                                         | Hofschaft Schrodtberg, ursprünglich Schradbergh, vielleicht nach dem Familiennamen Schradt | Der Name der Hofschaft war bereits 1374 vorhanden |
| Schubertstraße           | Wald                 | Maler und Bildhauer                     | Franz August Schubert (1806–1893), deutscher Maler | Die vormalige Gartenstraße erhielt ihren neuen Namen wegen Dopplung am 26. April 1935 |
| Schulerfeld              | Höhscheid            |                                         | Flurname | |
| Schulstraße              | Gräfrath             |                                         | nach dem ehemaligen Schulstandort und späteren Jugendzentrum Fritz Gräbe | |
| Schulte vom Brühl        | Gräfrath             |                                         | Walther Schulte vom Brühl (Pseudonym für Walther Schulte-Heuthaus) (1858–1921), Gräfrather Journalist und Schriftsteller | Die vormalige Brühlstraße erhielt wegen der Verwechslungsgefahr zur Brühler Straße ihren heutigen Namen am 26. April 1935 |
| Schumannstraße           | Wald                 | Komponisten                             | Robert Schumann (1810–1856), deutscher Komponist und Pianist | |
| Schürmannweg             | Höhscheid            | Astronomen, Mathematiker, Geographen    | Daniel Schürmann (1752–1838), deutscher Pädagoge und Autor von mathematischen Lehrbüchern aus Remscheid, genannt Bergischer Rechenmeister | Die Straße gehörte zur ehemaligen Hofschaft Eichholz, nach der auch die Eichenstraße benannt ist, bis sie im Jahre 1976 im Zuge der Neuordnung der Hofschaften ihren heutigen Straßennamen erhielt |
| Schützenstraße           | Mitte                |                                         | nach der ehemaligen Schützenburg der St.-Sebastianus-Schützenbruderschaft | Auf dem Gelände der ehemaligen Schützenburg befindet sich heute zum Teil die August-Dicke-Schule |
| Schwabenstraße           | Mitte                | Deutsche Landschaften                   | Schwaben, Region in Baden-Württemberg | |
| Schwalbenweg             | Höhscheid            | Zoologie Vögel                          | Schwalbe, Vogelart der Familie der Sperlingsvögel | |
| Schwanenstraße           | Ohligs               |                                         | nach der Hofschaft Schwanenmühle in Langenfeld, nahe der Stadtgrenze zu Ohligs | |
| Schwarze Pfähle          | Merscheid            |                                         | nach der volkstümlichen Bezeichnung für die beim Bau der Eisenbahn von Ohligs nach Solingen verwendeten geteerten Bahnschwellen, die der Volksmund An den schwatten Pöhlen nannte, daraus wurden später verkürzt die Schwarzen Pfähle | Mitte der 1920er Jahre erhielt die Straße ihre erste amtliche Bezeichnung An den schwarzen Pfählen, seit 1958 heißt die Straße nur noch verkürzt Schwarze Pfähle |
| Schweizer Straße         | Mitte                |                                         | Schweiz, Staat in Mitteleuropa | |
| Schweriner Straße        | Wald                 | Ostdeutsche Städtenamen                 | Schwerin, Landeshauptstadt von Mecklenburg-Vorpommern | Ursprünglich sah man den Namen Heinrich-Zille-Straße vor, nach dem gleichnamigen Grafiker und Maler, doch die Verwaltung schlug vor, sich am Benennungsplan zu orientieren, die Benennung erfolgte am 25. März 1971 |
| Schwertstraße            | Mitte                |                                         | Schwert, Hieb- oder Stichwaffe | Solingen ist als Klingenstadt bekannt, so tragen einige Straßen den Namen von Blankwaffen oder Besteck, die Schwertstraße hieß zunächst Hipperbandener Weg, bevor sie zur Zollernstraße wurde, erst am 17. Oktober 1922 erhielt sie zur Verbannung von Monarchiesymbolen ihren heutigen Namen |
| Schwesternstraße         | Mitte                |                                         | Schwestern, weibliche Geschwister | Nachdem 1862 zunächst die Brüderstraße (heute Mummstraße) ihren Namen erhielt, wurde die Schwesternstraße 1873 hinzubenannt, bis die Brüderstraße 1935 aufgrund der Dopplung des Straßennamens zur Mummstraße wurde; die Schwesternstraße behielt ihren Namen und dürfte überdies eine der wenigen Straßen sein, die breiter sind als lang |
| Schwindstraße            | Wald                 | Maler und Bildhauer                     | Moritz von Schwind (1804–1871), österreichischer Maler und Zeichner | |
| Schwurweg                | Merscheid            |                                         | nach dem Schwur | In der Wohnsiedlung nördlich der Hofschaft Dahl, die für ihr Gerichtswesen bekannt war, tragen einige Straßen die Namen des Themengebietes Gerichtswesen, Benennung am 18. Oktober 1955 |
| Sedanstraße              | Wald                 |                                         | nach der Schlacht von Sedan im Deutsch-Französischen Krieg 1870/1871 | |
| Severinstraße            | Widdert              |                                         | nach dem Kölner Severin-Stift, dem der Hof Widdert in früheren Zeiten zehntpflichtig war | |
| Seydlitzstraße           | Gräfrath             |                                         | Friedrich Wilhelm von Seydlitz (1721–1773), preußischer Kavalleriegeneral, der als einer der bedeutendsten Kavallerieführer Preußens gilt | In der Vorkriegswohnsiedlung westlich des Bärenloch tragen noch vier Straßen die Namen berühmter preußischer Generäle, die Derfflinger-, Nettelbeck-, Seydlitz- und Yorckstraße |
| Sichelweg                | Mitte                | Garten- und Ackergeräte                 | Sichel, Werkzeug zum Schneiden von Getreide oder Gras | |
| Siebels                  | Aufderhöhe           |                                         | Hofschaft Siebels | Der Hofschaftsname war bereits im 16. Jahrhundert vorhanden |
| Siebengebirgsstraße      | Aufderhöhe           | Siebengebirge                           | Siebengebirge, Mittelgebirge zwischen Nordrhein-Westfalen und Rheinland-Pfalz | |
| Siegerlandstraße         | Mitte                | Deutsche Landschaften                   | Siegerland, Region im Südosten Nordrhein-Westfalens | |
| Siegfriedstraße          | Gräfrath             | Nibelungensage                          | Siegfried, Held der Nibelungensage | Die Straße trug zuvor den Namen Neustraße, der am 26. April 1935 in Howahrdestraße geändert wurde (nach Herbert Helmut Howahrde, einem Wuppertaler Hitlerjungen), im Zuge der Entnazifizierung erfolgte am 28. Juni 1945 die Umbenennung in Siegfriedstraße |
| Sieglindenweg            | Gräfrath             | Nibelungensage                          | Sieglinde, Mutter Siegfrieds in der Nibelungensage | |
| Siegmundweg              | Gräfrath             | Nibelungensage                          | Siegmund, Vater Siegfrieds in der Nibelungensage | |
| Siemensstraße            | Ohligs               | Forscher und Erfinder                   | Werner von Siemens (1816–1892), deutscher Erfinder, Begründer der Elektrotechnik und Industrieller, der von 1862 bis 1866 als Abgeordneter für Solingen für die Deutsche Fortschrittspartei im preußischen Landtag saß | Neu angelegt erhielt die Straße ihren Namen gemäß dem Einteilungsplan im Jahre 1952 |
| Siepen                   | Höhscheid            |                                         | Ortslage Siepen, das Wort bezeichnet feuchte, sumpfige Bodenstellen | Der Hofschaftsname war bereits vor 1715 vorhanden |
| Siriusweg                | Ohligs               | Planeten und Gestirne                   | Sirius, Doppelsternsystem des Sternbildes Großer Hund | Die Straße erhielt ihren Namen am 13. Juli 1966, die Bezeichnung -weg wurde gewählt, da es lediglich um eine Wohnstraße handelte |
| Solinger Straße          | Burg                 |                                         | Solingen, Großstadt im Bergischen Land | Der Straßenname stammt aus der Zeit vor 1975, als die Stadt Burg noch selbständig war, und wies so den Weg in die (vormalige) Nachbarstadt |
| Sommerstraße             | Mitte                |                                         | nach der Jahreszeit Sommer | |
| Sonnenschein             | Wald                 |                                         | Wohnplatz Sonnenschein, ein zur Sonnenseite, also nach Süden, gelegenes Feld | Der Hofschaftsname war bereits im 17. Jahrhundert vorhanden |
| Sonnenstraße             | Mitte                |                                         | nach einem Bierbrauer Sonnenschein, der die angrenzenden Grundstücke einst besaß | |
| Sophienstraße            | Gräfrath             | Weibliche Vornamen                      | Sophie, Vorname | |
| Sorgenhaus               | Wald                 |                                         | Hofschaft Sorgenhaus, nach dem Familiennamen Sorge | Der Hofschaftsname war bereits im 17. Jahrhundert vorhanden |
| Sorgenhausweg            | Wald                 |                                         | siehe Sorgenhaus | Die vormalige Kreuzstraße erhielt wegen Dopplung ihren heutigen Namen am 26. April 1935 |
| Soterweg                 | Mitte                |                                         | nach der Solinger Buchdrucker- und Papiermacherfamilie Soter, die die nahe Papiermühle bewirtschaftete und auch zahlreiche Bürgermeister stellte | Die Straße durch das Klauberger Bachtal ließ um 1835 Ferdinand Jagenberg anlegen, der die Papiermühle 1826 kaufte, ihren offiziellen Namen erhielt sie im Jahre 1935 |
| Spatenweg                | Höhscheid            | Garten- und Ackergeräte                 | Spaten, zu Grabearbeiten verwendetes Werkzeug | |
| Spechtpfad               | Höhscheid            | Zoologie Vögel                          | Specht, Vogelart | |
| Sperberstraße            | Höhscheid            | Zoologie Vögel                          | Sperber, Vogelart | Die vormalige Falkenstraße erhielt wegen Dopplung am 26. April 1935 ihren heutigen Namen |
| Sperlingsweg             | Höhscheid            | Zoologie Vögel                          | Sperling, Singvogel | |
| Spessartstraße           | Mitte                | Deutsche Landschaften                   | Spessart, deutsches Mittelgebirge | |
| Spichernstraße           | Merscheid            |                                         | Schlacht bei Spichern (1870), Schlacht des Deutsch-Französischen Krieges mit siegreichem Ausgang für Deutschland | Viele Straßen tragen in diesem großen, vorkrieglichen Merscheider Wohngebiet noch die Namen von Schlachtorten des Deutsch-Französischen Krieges, die die Ohligser Stadtverordneten um das Jahr 1900 für neu angelegte Straßen vergaben |
| Spielbruch               | Krahenhöhe           |                                         | Ortslage Spielbruch, das Wort Spiel oder Spel steht für eine frische Quelle, das Wort -bruch bezeichnet ein sumpfiges Gelände | Die Ortsbezeichnung ist seit dem 16. Jahrhundert nachweisbar |
| Spitzwegstraße           | Wald                 |                                         | Carl Spitzweg (1808–1885), deutscher Maler des Biedermeier-Stils | vormals Schulstraße, Umbenennung am 25. März 1947 |
| Sportstraße              | Wald                 |                                         | nach dem angrenzenden Sportplatz | |
| Spreestraße              | Ohligs               | Deutsche Flüsse                         | Spree, Nebenfluss der Havel | |
| Stadersberg              | Merscheid            |                                         | Flurname, nach dem Familiennamen Stader/Stahl | Die Straße erhielt ihren offiziellen Namen erst am 26. April 1935 |
| Städtgesmühler Weg       | Mitte                |                                         | nach der im Jahre 1909 abgebrannten Städtgesmühle am Ufer des Meigener Bachs | |
| Stahlstraße              | Mitte                |                                         | nach dem bis 1930 an der angrenzenden Kotter Straße befindlichen Siegen-Solinger Gussstahlwerk | Die Straße trug früher den Namen Flußweg, weil sie an Grundstücken der Familie Fluß vorbeiführte |
| Stammweg                 | Mitte                | Schwertschmiede und Alt-Solinger Bürger | nach der Schwertschmiedefamilie Stamm, der unter anderem Clemens und Johannes Stamm im 16. und 17. Jahrhundert angehörten, die als Meister ihres Handwerks galten, bis ins 19. Jahrhundert fertigte die Familie Damaszenerklingen | Die Straßenbenennung erfolgte im Zuge des Wiederaufbaus der Solinger Innenstadt im Jahre 1952 |
| Starenweg                | Höhscheid            | Zoologie Vögel                          | Stare, Vogelart | |
| Steigerhäuschen          | Höhscheid            |                                         | Ortslage Steigerhäuschen, nach dem zur alten Grube Kleeblatt (ehemaliges Bleibergwerk) gehörenden Steigerhaus, das sich an der heutigen Neuenkamper Straße gegenüber der Hofschaft Neuenhaus befindet | Nach ersten Bleifunden Mitte des 18. Jahrhunderts wurde die Grube Kleeblatt zwischen 1776 und 1814 betrieben, beim Bau der nahen Neubausiedlung an der Bauermannskulle im letzten Drittel des 20. Jahrhunderts erhielt eine der Straßen den an die Bergbauzeit erinnernden Namen Steigerhäuschen |
| Steile Straße            | Höhscheid            |                                         | nach der Topographie der Straße | |
| Steinacker               | Mitte                |                                         | Flurname | Die Straße erhielt am 1. Juli 1936 den Namen Gustloffstraße, im Zuge der Entnazifizierung wurde die Straße am 28. Juni 1945 zur Straße Am Steinacker, der später verkürzt wurde |
| Steinbeck                | Gräfrath             |                                         | Ortslage Steinbeck, der Name ist abgeleitet von dem nahen Steinbach, -beck bedeutet -bach, vermutlich verlief dieser in einem steinigen Flussbett | Der Hofschaftsname ist seit dem 13. Jahrhundert nachweisbar |
| Steinberg                | Krahenhöhe           |                                         | Flurname | Die Straße erhielt den Namen Am Steinberg am 21. April 1927, der später verkürzt wurde |
| Steinendorf              | Aufderhöhe           |                                         | Hofschaft Steinendorf | Der Name der Hofschaft ist seit dem 17. Jahrhundert nachweisbar |
| Steinendorfer Straße     | Aufderhöhe           |                                         | siehe Steinendorf | |
| Steines                  | Gräfrath             |                                         | eigentlich Steinhaus, dort stand ein Haus aus Stein | Steinhäuser waren bis in das 19. Jahrhundert so selten, dass zuweilen gleich die Umgebung nach ihnen benannt wurde, das Gräfrather Steinhaus (oder Steines) ist seit dem 14. Jahrhundert urkundlich belegt |
| Steingarten              | Aufderhöhe           |                                         | vermutlich abgeleitet von dem Hofschaftsnamen Steinendorf | |
| Steinsiepen              | Burg                 |                                         | Hofschaft Steinsiepen, feuchte, sumpfige Bodenstellen, die an einem Stein (= Felsen) gelegen waren | Der Hofschaftsname war bereits im 15. Jahrhundert vorhanden |
| Steinstraße              | Ohligs               |                                         | ? | |
| Steinweg                 | Burg                 |                                         | ? | |
| Sternstraße              | Wald                 |                                         | nach der an dieser Straße ehemals befindlichen Sternwarte Solingen | |
| Stettiner Straße         | Wald                 | Ostdeutsche Städtenamen                 | Stettin, Stadt in Polen | Der Streit um den Namen der Straße zog sich fast zwei Jahre hin, geplant waren u. a. Fuchspfad und Gaußweg, am 19. Januar 1955 beschloss der Stadtrat die Straßen in der Siedlung nach den verloren Ostgebieten zu benennen, so kam die Straße zu ihrem Namen |
| Steubenstraße            | Aufderhöhe           |                                         | Friedrich Wilhelm von Steuben (1730–1794), preußischer Offizier und US-amerikanischer General | Neu angelegt erhielt die Straße im Jahre 1935 ihren Namen |
| Stieglitzhof             | Höhscheid            | Zoologie Vögel                          | Stieglitz, Vogelart | |
| Stierweg                 | Höhscheid            | Sternbilder des Tierkreises             | Stier, Sternbild | |
| Stiftsgasse              | Gräfrath             | Kirchengeschichte                       | Stift, mit Vermächtnissen und Rechten ausgestattete, zu kirchlichen Zwecken bestimmte Anstalt | |
| I. Stockdum              | Gräfrath             |                                         | Hofschaft I. Stockdum, abgeleitet vom Wort Stockden, dahinter verbergen sich Baumstümpfe als Hinterlassenschaften von Rodungen oder Fällungen | |
| II. Stockdum             | Gräfrath             |                                         | Hofschaft II. Stockdum, siehe I. Stockdum | |
| III. Stockdum            | Gräfrath             |                                         | Hofschaft III. Stockdum, siehe I. Stockdum | |
| Stöcken                  | Mitte                |                                         | Ortslage Stöcken, Stöcken sind die nach Abholzung zurückgebliebenen Baumstümpfe | |
| Stöckerberg              | Mitte                |                                         | Hofschaft Stöckerberg, ein Berg mit nach Abholzung zurückgebliebenen Baumstümpfen (= Stöcken) | |
| Stockholmer Straße       | Höhscheid            | Europäische Hauptstädte                 | Stockholm, Hauptstadt Schwedens | |
| Stockkamp                | Mitte                |                                         | Flurname, der Stockkamp ist möglicherweise ein Feld mit Stöcken (= Baumstümpfen) | Die Straße erhielt ihren Namen Am Stockkamp am 26. Oktober 1915, der später verkürzt wurde |
| Stockstraße              | Wald                 |                                         | nach der an dieser Straße befindlichen, ehemaligen Schirmstockfabrik (heute Baudenkmal) | |
| Stollenstraße            | Mitte                |                                         | nach einem angeblich in der Nähe befindlichen Stollen | Die Straße erhielt ihren Namen am 26. Oktober 1915 |
| Strandbadweg             | Wald                 |                                         | nach dem Strandbad Ittertal, das in den 1910er Jahren vom Walder Rasiermesserfabrikanten Carl Friedrich Ern erbaut wurde (heute Freibad Ittertal) | Der Weg, früher ein Teil der Itterberger Straße, erhielt am 16. April 1928 seinen heutigen Namen |
| Straucher Straße         | Wald                 |                                         | ehemalige Hofschaft Strauch, heute Industriegebiet | Die Hofschaftsbezeichnung ist seit dem 17. Jahrhundert nachweisbar |
| Straussplatz             | Ohligs               |                                         | Strauss Innovation, Langenfelder Warenhauskette, die ihr Logistikzentrum an der Straße im Monhofer Feld unterhielt, bis dieses im Januar 2016 geschlossen wurde | |
| Straßen                  | Aufderhöhe           |                                         | Hofschaft Straßen | Die Hofschaftsbezeichnung ist seit 1363 nachweisbar |
| Stresemannstraße         | Wald                 |                                         | Gustav Stresemann (1878–1929), deutscher Politiker, Friedensnobelpreisträger und Staatsmann der Weimarer Republik | Die Straße war zuvor ein Teil der Friedrich-Ebert-Straße, als zum 26. Mai 1961 die Umgehungsstraße für den Walder Ortskern fertiggestellt wurde, für die alte Straße durch den Walder Schlauch entschied man sich auf Anregung des SPD-Politikers Boos für eine Ehrung Stresemanns, dies trat am 1. Mai 1962 in Kraft |
| Strindbergweg            | Höhscheid            | Dichter und Literaten                   | August Strindberg (1849–1912), schwedischer Schriftsteller und Künstler | |
| Strohn                   | Burg/Höhscheid       |                                         | Ortslage Strohn | Der Ort war bereits im frühen 18. Jahrhundert vorhanden |
| Strohner Höhe            | Burg/Höhscheid       |                                         | Ortslage Strohnerhöh | |
| Strupsmühle              | Höhscheid            |                                         | nach der Strupsmühle, sie war ursprünglich vermutlich ein Schleifkotten, der Name rührt von dem Familiennamen Strup her | |
| Stübbener Straße         | Wald                 |                                         | ehemalige Hofschaft Stübben, das Wort Stübben ist vom Wort Stubben abgeleitet, das für Baumstümpfe steht | |
| Stübchen                 | Höhscheid            |                                         | nach der Ortsbezeichnung Stübchen, dies könnte die Verniedlichungsform von Stubben sein, also sich von Baumstümpfen ableiten | Die Straße erhielt ihren Namen Am Stübchen am 26. April 1935, der später verkürzt wurde |
| Sudetenstraße            | Mitte                |                                         | Sudetenland, nicht zusammengehöriges Gebiet mit deutscher Bevölkerung in der Tschechoslowakei | Die vormalige Charlottenstraße erhielt am 15. Juni 1935 ihren heutigen Namen aufgrund der Dopplung des alten Straßennamens |
| Südstraße                | Ohligs               |                                         | nach der Himmelsrichtung Süden | |
| Südwall                  | Mitte                | Historische Namen                       | früher ein Teil der Stadtumwallung | |
| Suppenheide              | Ohligs               |                                         | Hofschaft Suppenheide, vielleicht nach den Personennamen Sebbe oder Subbe | Die Bezeichnung ist seit dem 17. Jahrhundert nachweisbar |
| Suppenheider Straße      | Ohligs               |                                         | siehe Suppenheide | |
| Talblick                 | Wald                 |                                         | nach dem Blick in das Ittertal, der von der Straße aus möglich ist | vormals T(h)alstraße, Umbenennung wegen Dopplung am 26. April 1935 |
| Talsperrenstraße         | Burg                 |                                         | nach der Sengbachtalsperre, die sich am Ende der Straße bei Höhrath befindet | vormals Ritterstraße, Umbenennung nach der Eingemeindung von Burg nach Solingen im Jahre 1975 |
| Talstraße                | Ohligs               |                                         | nach dem Straßenverlauf talwärts in Richtung Schützenplatz | |
| Tannenstraße             | Gräfrath             |                                         | Tanne, Nadelbaum | |
| Täppken                  | Gräfrath             |                                         | Flurname, von zapfen, tappen; dort befand sich ein alter Brunnen, eine von vier öffentlichen, steinernen Waschgefäßen in Gräfrath | Die Straße erhielt ihren Namen Am Täppken am 26. April 1935, der später verkürzt wurde |
| Taubenstraße             | Merscheid            |                                         | Taube, Familie der Vögel | |
| Taunusstraße             | Merscheid            | Gebirge                                 | Taunus, deutsches Mittelgebirge | |
| Teichstraße              | Ohligs               |                                         | in einem Nachbargelände lagen früher mehrere große Fischteiche | |
| Tellstraße               | Widdert              |                                         | Wilhelm Tell, Nationalheld der Schweiz | Die ehemalige Heiderstraße (benannt nach der Ortslage Heide) erhielt am 26. April 1935 wegen Dopplung ihren heutigen Namen |
| Tersteegenstraße         | Gräfrath             |                                         | Gerhard Tersteegen (1697–1769), deutscher Laienprediger und Schriftsteller, dessen Werke zum größten Teil in Solingen gedruckt wurden | vormals Kirchstraße nach der Ketzberger Kirche, Umbenennung wegen Dopplung am 26. April 1935 |
| Teschestraße             | Mitte                | Schwertschmiede und Alt-Solinger Bürger | nach der Solinger Schwertschmiedefamilie Tesche, die im 16. und 17. Jahrhundert berühmt wurde | vormals Frühlingsstraße, Umbenennung wegen Dopplung am 26. April 1935 |
| Teutonenstraße           | Aufderhöhe           |                                         | Teutonen, nach römischen Quellen ein germanisches Volk der Antike | Dort tragen zwei Straßen den Namen altgermanischer Völker, die Alemannen- und die Teutonenstraße, die Teutonenstraße (vormals Frankenstraße) erhielt am 26. April 1935 ihren heutigen Namen |
| Tilde-Klose-Straße       | Ohligs               |                                         | Mathilde „Tilde“ Klose (1892–1942), Solinger Nationalsozialismus-Widerstandskämpferin | Die neu angelegte Straße erhielt ihren Namen am 17. Dezember 2013 |
| Thalesweg                | Höhscheid            | Astronomen, Mathematiker, Geographen    | Thales von Milet (624 v. Chr.–547 v. Chr.), antiker griechischer Philosoph, Mathematiker und Astronom | |
| Theegarten               | Mitte                |                                         | Hofschaft Theegarten, vielleicht nach Theen für Zehn, also zehn Gärten, aus denen die Siedlung einst bestand | Der Flurname war bereits vor 1488 vorhanden |
| Theegartener Straße      | Mitte                |                                         | siehe Theegarten | |
| Theoderichstraße         | Gräfrath             | Nibelungensage                          | Theoderich der Große, König der Ostgoten und Akteur der Nibelungensage | vormals Bogenstraße, Umbenennung wegen Dopplung am 26. April 1935 |
| Theodor-Mommsen-Straße   | Mitte                | Nobelpreisträger                        | Theodor Mommsen (1817–1903), deutscher Historiker und einer der bedeutendsten Altertumswissenschaftler des 19. Jahrhunderts | |
| Theodor-Storm-Weg        | Ohligs               |                                         | Theodor Storm (1817–1888), deutscher Schriftsteller, der als Lyriker und als Autor von Novellen und Prosa des deutschen Realismus mit norddeutscher Prägung bedeutend war | |
| Theresienstraße          | Gräfrath             |                                         | Die Straße wurde von dem Privatmann Christian Breuer ausgebaut, der den Vorschlag machte, sie nach dem Vornamen seiner Frau zu benennen, der Theresia lautete | |
| Thomastraße              | Wald                 | Maler und Bildhauer                     | Hans Thoma (1839–1924), deutscher Maler und Graphiker | |
| Thüringer Straße         | Mitte                | Deutsche Landschaften                   | Thüringen, Land in Mitteldeutschland | |
| Tiefendick               | Wald                 |                                         | Hofschaft Tiefendick, ursprünglich Tewendick, nicht in der Bedeutung tiefer Teich, dies wäre mundartlich nicht zu erklären, vielleicht steckt das Wort Tewe (= Hündin) in dem Flurnamen | Die Hofschaftsbezeichnung war bereits im 17. Jahrhundert vorhanden |
| Tiefendicker Straße      | Wald                 |                                         | siehe Tiefendick | |
| Tizianstraße             | Wald                 | Maler und Bildhauer                     | Tizian (1488/90–1576), führender Vertreter der venezianischen Malerei des 16. Jahrhunderts und einer der Hauptmeister der italienischen Hochrenaissance | |
| Tränke                   | Ohligs               |                                         | Ortslage Tränke, wahrscheinlich früher eine Pferdetränke | |
| Trochbusch               | Ohligs               |                                         | Flurname, abgeleitet von der alten Gewannenbezeichnung durch den Trog, die später als Trogbusch ihren Niederschlag in die Ohligser Katasterkarte fand, die Schreibweise des Namens wandelte sich über die Jahrzehnte von Trog zu Troch | Von dem Flurnamen abgeleitet wurde auch die Bezeichnung Troger Kotten für einen am Ufer des Viehbach gelegenen Schleifkotten |
| Trommershausenstraße     | Ohligs               | Ohligser Bürger                         | Paul Martin Trommershausen (1854–1903), Bürgermeister von Merscheid/Ohligs (1889–1903) | Die vormalige Burgstraße erhielt wegen Dopplung am 26. April 1935 ihren heutigen Namen |
| Tulpenstraße             | Wald                 |                                         | Tulpen, Pflanzengattung | |
| Tunnelstraße             | Ohligs               |                                         | nach dem Eisenbahntunnel, durch den die Straße einstmals geradewegs führte, bis der Tunnel vergrößert und die Verbindung zur Tunnelstraße gekappt wurde | |
| Turmstraße               | Mitte                |                                         | nach dem wuchtigen Turm der Lutherkirche | |
| Turnerstraße             | Merscheid            |                                         | nach dem 1878 gegründeten Merscheider Turnverein, der seine Sportanlagen an dieser Straße hat | |
| Ubierweg                 | Gräfrath             | Alte deutsche Volksstämme               | Ubier, westgermanischer Volksstamm | |
| Ufergarten               | Mitte                |                                         | Flurname, nach der alten Ortsbezeichnung Auf dem Ufer, das Wort Ufer bezeichnet in der Solinger Mundart eine Böschung, setzt also nicht das Vorhandensein von Wasser voraus | Der Flurname ist seit dem Jahre 1374 nachweisbar |
| Uferstraße               | Aufderhöhe           |                                         | Hofschaft Altenufer, das Wort Ufer bezeichnet hier den Abhang des Viehbachtals | |
| Uhlandstraße             | Aufderhöhe           | Dichter des deutschen Sprachraumes      | Ludwig Uhland (1787–1862), deutscher Dichter, Literaturwissenschaftler, Jurist und Politiker | |
| Ulmenstraße              | Ohligs               |                                         | Ulmen, Baumgattung | |
| Ulrichstraße             | Merscheid            | Männliche Vornamen                      | Ulrich, Vorname | Die Straße im Industriegebiet Scheuren erhielt ihren Namen am 4. Mai 1972, nachdem der Verwaltungsvorschlag nach einem einzigen Straßennamen im Industriegebiet nach August Borsig gescheitert war |
| Unionstraße              | Gräfrath             |                                         | an der Straße sollte um das Jahr 1900 ein Zweigbetrieb der Dortmunder Union-Brauerei errichtet werden | |
| Unnersberg               | Höhscheid            |                                         | Hofschaft Unnersberg, vormals Unradesberg, vermutlich ein ungerodetes Gebiet | Der Hofschaftsname war bereits 1218 vorhanden |
| Unnersberger Allee       | Höhscheid            |                                         | nach dem Hofschaftsnamen Unnersberg | Die Straße wurde als zentrale Erschließungsstraße der neuen Wohngebiete rund um Unnersberg und Schlicken angelegt und erhielt im Zuge dessen am 8. Juni 1983 den Namen Straße des 17. Juni nach dem Nationalfeiertag, der sich nach der Wende änderte, so beschloss man auf Anregung des Heimatvereins Brühl-Unnersberg im November 1991 die Umbenennung nach der Hofschaft Unnersberg, im Jahre 1999 wurde die Straße schließlich bis zur Ritterstraße verlängert |
| Unten zum Holz           | Gräfrath             |                                         | Hofschaft Unten zum Holz, ein Holz ist ein Waldgebiet | Die Ortsbezeichnung ist seit dem 18. Jahrhundert vorhanden |
| Untenflachsberg          | Gräfrath             |                                         | Hofschaft Untenflachsberg, eine der beiden Hofschaften Flachsberg, Brangs vermutet als Ursprung entweder den Familiennamen Flach oder den gleichnamigen Pflanzennamen, Wenke zieht auch die Deutung als flachen Berg in Betracht | Der Hofschaftsname Flachsberg hat schon vor 1482 bestanden |
| Untenfürkelt             | Widdert              |                                         | Hofschaft Untenfürkelt als eine der drei Hofschaften Fürkelt, abgeleitet von Fürk, dem mittelhochdeutschen Wort für den Föhrenbaum, der Kiefer | Die Ortsbezeichnung Fürkelt wurde bereits im Jahre 1487 erwähnt |
| Untengönrather Straße    | Merscheid            |                                         | Gehöft Untengönrath, die Endung -rath deutet auf eine Rodung hin | Die Ortsbezeichnung ist seit dem 18. Jahrhundert vorhanden |
| Untenhöhscheid           | Höhscheid            |                                         | Hofschaft Untenhöhscheid als eine der drei Hofschaften Höhscheid, der Name bezeichnet eine in der Höhe gelegene Grenze oder Wasserscheide | |
| Untenitter               | Wald                 |                                         | Ortslage Untenitter als eine der drei Hofschaften Itter, deren Namen sich von dem Fluss Itterableiten, an dem sie sich befinden | Die Ortsbezeichnung ist seit dem 18. Jahrhundert vorhanden |
| Untenkatternberg         | Höhscheid            |                                         | Hofschaft Untenkatternberg als eine der drei Hofschaften Katternberg, abgeleitet wahrscheinlich vom Frauennamen Katharina | Die Ortsbezeichnung Katternberg ist seit dem Jahre 1303 vorhanden |
| Untenketzberg            | Gräfrath             |                                         | Hofschaft Ketzberg, ursprünglich Kicenberch, möglicherweise abgeleitet von (Reh-)Kitz | Die Ortsbezeichnung Ketzberg war bereits vor 1218 vorhanden |
| Untenmankhaus            | Ohligs               |                                         | Hofschaft Untenmankhaus | Die Ortsbezeichnung Mankhausen war bereits vor 1715 vorhanden |
| Untenpilghausen          | Höhscheid            |                                         | Hofschaft Untenpilghausen, abgeleitet von dem altdeutschen Personennamen Piliko | Die Ortsbezeichnung Pilghausen ist seit dem 14. Jahrhundert vorhanden |
| Untenrüden               | Widdert              |                                         | Hofschaft Untenrüden, möglicherweise abgeleitet von dem Wort Rüde = Hund | Die Ortsbezeichnung Rüden ist seit dem 18. Jahrhundert vorhanden |
| Untenscheidt             | Mitte                |                                         | Flurname, Hofschaft Untenscheidt, die Hofschaftsnamen Scheidt oder Scheid kommen in dieser Gegend mehrfach vor, das Wort deutet auf eine Wasserscheide oder Grenze hin | Die Ortsbezeichnung ist seit dem 18. Jahrhundert vorhanden |
| Unter St. Clemens        | Mitte                |                                         | nach der katholischen Stadtkirche St. Clemens, an der die Straße vorbeiführt, Clemens von Rom ist zudem Schutzpatron der Stadt | Die ehemalige Kronenstraße erhielt wegen der Dopplung des alten Namens am 26. April 2016 ihren heutigen Namen |
| Untere Benrather Straße  | Ohligs               |                                         | unteres Ende der durch den Bau des Bahndamms zerschnittenen Benrather Straße, die nach der zum Zeitpunkt der Benennung eigenständigen Stadt Benrath benannt ist | |
| Untere Dammstraße        | Gräfrath             |                                         | unterer Teil der vormaligen Dammstraße, die durch die Scheidter Straße geteilt wird und ihren Namen vom angrenzenden Bahndamm (der heutigen Korkenziehertrasse) hat | |
| Untere Holzstraße        | Gräfrath             |                                         | nach dem Hofschaftsnamen Unten zum Holz | |
| Untere Wernerstraße      | Mitte                |                                         | abseits gelegenes Teilstück der Wernerstraße | |
| Unterwinkelhauser Straße | Burg                 |                                         | Unterwinkelhausen, Ortsteil von Wermelskirchen, zu dem hinter der Stadtgrenze gelegenen Ort führt diese Straße | Die als Teil der Kreisstraße 8 ausgewiesene Straße – nur ein kurzes Stück verläuft über Solinger Stadtgebiet – trug bis 2022 keinen offiziellen Straßennamen. Auf Veranlassung der Solinger Feuerwehr wurde die Straße mit Beschluss vom 27. Oktober 2022 erstmals benannt |
| Ursulaweg                | Mitte                |                                         | Ursula von Köln, Heilige, Märtyrerin, Patronin von Köln | |
| Uteweg                   | Gräfrath             | Nibelungensage                          | Ute, Akteurin der Nibelungensage | |
| Van-Meenen-Straße        | Mitte                |                                         | Gustav van Meenen (1827–1912), langjähriger Bürgermeister von Solingen (1870–1894) | In der Wohnsiedlung nördlich des Rathauses tragen zwei Straßen die Namen Solinger Bürgermeister, die Haumann- und die Van-Meenen-Straße, die Van-Meenen-Straße trug bis 26. April 1935 den Namen Roonstraße und wurde wegen der Dopplung umbenannt |
| Venusstraße              | Ohligs               | Planeten und Gestirne                   | Venus, zweiter Planet unseres Sonnensystems | Die Straße sollte ursprünglich bis zur heutigen Hansastraße ausgebaut werden, doch die Pläne zerschlugen sich, für das Teilstück zwischen der Fürker und der Ankerstraße erhielt beschloss man die Bezeichnung Venusstraße im Jahre 1959, alternativ wurde der Name Orionstraße vorgeschlagen |
| Vereinsstraße            | Mitte                |                                         | als die Straße Ende des 19. Jahrhunderts ausgebaut wurde, bemühte sich der Spar- und Bauverein Solingen vergeblich um das Gelände, trotzdem erhielt die Straße diesen Namen | |
| Verlach                  | Ohligs               |                                         | Ortslage Verlach | |
| Viersener Weg            | Ohligs               | Deutsche Städte                         | Viersen, Stadt in Nordrhein-Westfalen | |
| Virchowstraße            | Ohligs               |                                         | Rudolf Ludwig Karl Virchow (1821–1902), Arzt an der Berliner Charité und Politiker | An der Straße befand sich das erste Ohligser Krankenhaus, das später das Elisabeth-Roock-Haus beherbergte und schließlich im Jahre 2006 abgerissen wurde |
| Vockert                  | Widdert              |                                         | Hofschaft Vockert, die Endsilbe des Wortes könnte auf -art hindeuten, was Ackerland bedeutet | Die Bezeichnung der Hofschaft war bereits im 15. Jahrhundert vorhanden |
| Vockerter Busch          | Widdert              |                                         | Ortslage Vockerterbusch | |
| Vockerter Straße         | Widdert              |                                         | siehe Vockert | |
| Vogelsang                | Gräfrath             |                                         | Wohnplatz Vogelsang, der Ortsname deutet auf eine Gegend (Büsche) hin, in dem es zahlreiche Singvögel gibt | Der Name der Hofschaft war bereits im 17. Jahrhundert vorhanden |
| Vogtlandstraße           | Mitte                | Deutsche Landschaften                   | Vogtland, Region zwischen Mitteldeutschland und der Tschechischen Republik | |
| Vogtweg                  | Merscheid            |                                         | Vogt, herrschaftlicher Beamter | In der Wohnsiedlung nördlich der Hofschaft Dahl, die für ihr Gerichtswesen bekannt war, tragen einige Straßen die Namen des Themengebietes Gerichtswesen, Benennung am 18. Oktober 1955 |
| Volkerstraße             | Gräfrath             | Nibelungensage                          | Volker von Alzey, Akteur der Nibelungensage | Neu angelegt erhielt die Straße ihren Namen am 17. Juli 1952 |
| Von-Galen-Straße         | Gräfrath             | Kirchengeschichte                       | Clemens August Graf von Galen (1878–1946), deutscher Bischof und Kardinal, der offen als Gegner des Nationalsozialismus auftrat | |
| Von-Ketteler-Straße      | Gräfrath             | Kirchengeschichte                       | Wilhelm Emmanuel Freiherr von Ketteler (1811–1877), katholischer Bischof von Mainz und deutscher Politiker (Deutsche Zentrumspartei) | |
| Vorländerstraße          | Höhscheid            |                                         | Karl Vorländer (1860–1928), deutscher Gymnasialprofessor, der von 1887 bis 1919 Oberlehrer und Professor am Solinger Gymnasium Schwertstraße war | |
| Vormeiswinkel            | Widdert              |                                         | Hofschaft Vormeiswinkel, zwei Höfe Meiswinkel, mit Meiswinkel ist wahrscheinlich die Meise (Vogelart) gemeint | Der Hofschaftsname Meiswinkel war bereits im 13. Jahrhundert vorhanden |
| Waageweg                 | Höhscheid            | Sternbilder des Tierkreises             | Waage, Sternbild | |
| Waardt                   | Merscheid            |                                         | Ortslage Waardt, möglicherweise verwandt mit dem hochdeutschen Wort Warte, also ein Aussichtspunkt | Die Ortsbezeichnung ist seit dem 15. Jahrhundert belegt |
| Wachtelstraße            | Höhscheid            | Zoologie Vögel                          | Wachtel, Vogelart | Die Straße erhielt ihren Namen am 29. Juni 1909 |
| Wahnenkamp               | Ohligs               |                                         | Wohnplatz Wahnenkamp, nach der alten Flurbezeichnung Auf dem Wahnenkamp | Die Ortsbezeichnung ist seit dem Jahre 1744 urkundlich belegt |
| Walder Kirchplatz        | Wald                 |                                         | Platz vor der evangelischen Kirche in Wald | Die Stadt Wald benannte am 29. Januar 1877 die Straßen in ihrem Ortskern erstmals, so erhielt der Platz den Namen Kirchplatz, der aufgrund der Dopplung am 26. April 1935 in Walder Kirchplatz umbenannt wurde |
| Walder Marktplatz        | Wald                 |                                         | Standort des Walder Wochenmarktes | Der Platz erhielt im Jahr 1917 den Namen Hindenburgplatz nach dem späteren Reichskanzler Paul von Hindenburg, zwischen 1922 und 1933 hieß der Platz Freiheitsplatz, bevor er wieder in Hindenburgplatz umbenannte wurde, nach umfangreichen Debatten in der lokalen Politik zu einer Umbenennung des Platzes entschloss man sich 2010 zu dem heutigen Namen, nachdem sich ein Pina-Bausch-Platz nicht durchsetzen konnte                                           |
| Walder Straße            | Gräfrath             |                                         | nach der zum Zeitpunkt der Straßenbenennung noch selbständigen Stadt Wald | |
| Waldstraße               | Burg                 |                                         | Verlegenheitsname | |
| Wallstraße               | Ohligs               |                                         | ? | |
| Walter-Dodde-Straße      | Höhscheid            |                                         | Walter Dodde, bergischer Laienprediger und Bauer, der maßgeblich an der Schlacht von Worringen beteiligt war | Die vormalige Grünstraße wurde wegen der Dopplung des alten Straßennamens am 26. April 1935 umbenannt und erhielt ihren Namen im Zusammenhang mit der benachbarten Worringer Straße (vormals Bogenstraße), eine Umbenennung beider Straßen in Deutschherrenweg konnte sich nicht durchsetzen |
| Walter-Flex-Straße       | Ohligs               |                                         | Walter Flex (1887–1917), deutscher Dichter, Schriftsteller und Lyriker | Die Straße erhielt durch die Ohligser Stadtverordneten um das Jahr 1920 den Namen Gabelsbergerstraße nach dem gleichnamigen Stenographen, die Umbenennung nach dem von der Nazi-Propaganda instrumentalisierten Schriftsteller Flex wegen der Dopplung des alten Straßennamens erfolgte am 26. April 1935, nach Kriegsende gab es Diskussionen um eine neuerliche Umbenennung, es blieb jedoch bei der Benennung nach Walter Flex                                  |
| Walter-Freund-Weg        | Höhscheid            |                                         | Walter Freund (1920–2010), langjähriger Lokalpolitiker in Solingen (FDP) und Ehrenringträger | |
| Walter-Horn-Weg          | Ohligs               |                                         | Walter Horn (1881–1967), Gründer der Solinger Sternwarte | Die neu angelegte Straße erschließt das 2019 eröffnete Galileum Solingen von der Tunnelstraße aus |
| Walter-Scheel-Platz      | Mitte                |                                         | Walter Scheel (1919–2016), vierter deutscher Bundespräsident, gebürtiger Höhscheider und einziger Ehrenbürger Solingens nach der Städtevereinigung | Der Platz erhielt nach Fertigstellung des neuen Solinger Rathauses 2008 den Namen Rathausplatz, bevor er am 1. Juli 2018 offiziell seinen neuen Namen erhielt |
| Wassermannweg            | Höhscheid            | Sternbilder des Tierkreises             | Wassermann, Sternbild | |
| Wasserstraße             | Ohligs               |                                         | ? | |
| Watzmannstraße           | Aufderhöhe           | Bergnamen                               | Watzmann, Berg in den Alpen | |
| Weckshof                 | Widdert              |                                         | Flurname | |
| Weeger Berg              | Höhscheid            |                                         | Ortslage Weegerberg, benannt nach der Hofschaft Weeg | |
| Weidenstraße             | Mitte                |                                         | die Straße führt zu den Weiden im Lochbachtal | |
| Weinsberg                | Höhscheid            |                                         | Hofschaft Weinsberg, abgeleitet von dem Personennamen Wienand | Der Flurname Weinsberg war bereits im 15. Jahrhundert vorhanden |
| Weinsbergtalstraße       | Höhscheid            |                                         | nach dem Weinsbergtal, durch das die Straße verläuft | |
| Weißenburgstraße         | Merscheid            |                                         | Schlacht von Weißenburg, Schlacht im Deutsch-Französischen Krieg (1870) | |
| Wendelsteinstraße        | Aufderhöhe           | Bergnamen                               | Wendelstein, Berg in den Alpen | |
| Werderstraße             | Mitte                |                                         | August von Werder (1808–1887), preußischer General der Infanterie, zwischen 1853 und 1856 Kommandeur des Landwehr-Bataillons in Gräfrath | Die Werderstraße behielt im Gegensatz zu vielen anderen Solinger Straßennamen die an preußische Militärs erinnern, nach dem Zweiten Weltkrieg ihren Namen, wohl auch, weil August von Werder 1871 zum Gräfrather Ehrenbürger ernannt worden war |
| Wermelskirchener Straße  | Burg                 |                                         | Straße in die Nachbarstadt Wermelskirchen | |
| Wernerstraße             | Mitte                |                                         | Werner, männlicher Vorname | |
| Werwolf                  | Mitte                |                                         | Seit 1770 urkundlich belegt ist die Ortsbezeichnung Werwolf. Da wird von einem Messermacher berichtet der von vielen Wölfen im Bergischen Land und besonders an den Kreuzungen der Wege zwischen Solingen und Remscheid bzw. zwischen Höhscheid und der Papiermühle die dort nachts und bei Nebel Schleifer angefallen hätten. Die Legende, dass der Werwolf halb Mensch und halb Wolf war hielt sich bis ins 19. Jahrhundert. | Zunächst war die Straße ein Teil der Straße Auf dem Kamp und der Kaiserstraße, dann ein Teil der Hauptstraße, die von dort bis zum Schlagbaum reichte, seit dem Jahre 1957 lautet der amtliche Straßenname Werwolf |
| Weserstraße              | Ohligs               | Deutsche Flüsse                         | Weser, Fluss zur Nordsee | |
| Westersburg              | Wald                 |                                         | Ortslage Westersburg, zweifelhafte Herkunft der Endung -burg, vielleicht entstammt diese Formulierung einem dort befindlichen Gebäude mit außergewöhnlich starkem Bruchsteinmauerwerk, unstreitig scheint der Familienname Wester | Die Flurbezeichnung ist seit dem Jahre 1811 belegt |
| Westerwaldstraße         | Merscheid            | Gebirge                                 | Westerwald, deutsches Mittelgebirge | |
| Westfalenweg             | Mitte                | Deutsche Landschaften                   | Westfalen, Landschaft in Nordrhein-Westfalen | |
| Westhausener Straße      | Burg                 |                                         | Westhausen, Stadtteil von Remscheid, in den die Straße führt | Die Straße hieß bis zu ihrer Umbenennung nach dem Anschluss Burgs an Solingen im Jahre 1975 Remscheider Straße, der Name musste aufgrund der Dopplung verändert werden, die vormals schon in Burg vorhandene Westhausener Straße wurde in diesem Zuge zur Straße Lehmkuhle |
| Weststraße               | Ohligs               |                                         | nach der Himmelsrichtung Westen | |
| Weyersberger Straße      | Mitte                |                                         | ehemalige Hofschaft Weyersberg, möglicherweise eine Gründung der Familie Weyersberg oder tatsächlich ein Weiher an einem Berg | Die Bezeichnung ist seit dem 17. Jahrhundert vorhanden |
| Weyerstraße              | Ohligs / Wald        |                                         | Wohnplatz Weyer, dort befand sich einst ein Weiher | |
| Wichernstraße            | Gräfrath             | Kirchengeschichte                       | Johann Hinrich Wichern (1808–1881), deutscher Theologe, Lehrer, Begründer der Inneren Mission der Evangelischen Kirche und Gefängnisreformer | |
| Widdert                  | Widdert              |                                         | Ortsname Widdert, nach den beiden Hofschaften Unten- und Obenwiddert, ursprünglich Widerode oder auch Wydenrode, die Endung -rode deutet auf eine Rodung hin, das Bestimmungswort wird bei Brangs als Wald gedeutet (zusammengesetzt also eine Waldrodung) und bei Rudolf Picard als Personenname Wido (zusammengesetzt also die Rodung des Wido)                                                                              | Die Ortsbezeichnung Widdert ist seit dem frühen 13. Jahrhundert nachweisbar |
| Widderter Straße         | Widdert              |                                         | siehe Widdert | |
| Widerschein              | Wald                 |                                         | Ortslage Widerschein, das Gegenstück zum Ort Sonnenschein | Die Flurbezeichnung ist als amtliche Bezeichnung seit 1870 gebräuchlich |
| Wieden                   | Krahenhöhe           |                                         | Hofschaft Wieden, vermutlich bedeutet der Name bei den Weidenbäumen | Die Ortsbezeichnung ist seit dem 15. Jahrhundert nachweisbar |
| Wiedenhofer Straße       | Wald                 |                                         | nach dem Wiedenhof, dem früheren Pfarrhof in Wald, von Wittum (= Brautgabe, Widmung für die Kirche) | |
| Wiedenkamper Straße      | Wald                 |                                         | ehemalige Hofschaft Wiedenkamp, vielleicht ein Feld (= Kamp), auf oder an dem Weidenbäume standen | Der Name ist seit dem Jahre 1876 offiziell gebräuchlich |
| Wiefeldick               | Aufderhöhe           |                                         | Hofschaft Wiefeldick, abgeleitet von dem Bestimmungswort Wiefel- für Käfer und dem Wort -dick für Teich, der Ortsname bedeutet also Wasserkäfer | Die Ortsbezeichnung war bereits im 15. Jahrhundert vorhanden |
| Wiefeldicker Straße      | Aufderhöhe           |                                         | siehe Wiefeldick | |
| Wielandstraße            | Höhscheid            | Dichter und Literaten                   | Christoph Martin Wieland (1733–1813), deutscher Dichter, Übersetzer und Herausgeber zur Zeit der Aufklärung | Die vormalige Uhlandstraße wurde am 26. April 1935 wegen Dopplung zur Wielandstraße |
| Wiener Straße            | Höhscheid            | Europäische Hauptstädte                 | Wien, Hauptstadt Österreichs | Der ab 1897 zusammen mit Gabel- und Messerstraße als Löffelstraße benannte Weg wurde während des Ersten Weltkrieges vor dem Hintergrund der deutsch-österreichischen Waffenbrüderschaft in Wiener Straße umbenannt |
| Wiesenkotten             | Burg                 |                                         | nach dem ehemaligen Wiesenkotten an der Wupper | |
| Wiesenstraße             | Wald                 |                                         | ? | |
| Wikingerstraße           | Gräfrath             | Alte deutsche Volksstämme               | Wikinger, germanische Volksstämme aus dem Nord- und Ostseeraum | |
| Wildbahn                 | Mitte                |                                         | Flurname | |
| Wilhelm-Busch-Weg        | Aufderhöhe           | Dichter des deutschen Sprachraumes      | Wilhelm Busch (1832–1908), einer der einflussreichsten humoristischen Dichter und Zeichner Deutschlands | |
| Wilhelm-Ostwald-Straße   | Mitte                | Nobelpreisträger                        | Wilhelm Ostwald (1853–1932), deutsch-baltischer Chemiker, Nobelpreisträger (1909) und Philosoph | Die Straße im Neubaugebiet am Kannenhof erhielt ihren Namen am 13. Oktober 1967 |
| Wilhelmshöhe             | Mitte                |                                         | bei ihrem Ausbau Ende des 19. Jahrhunderts hatten alle Eigentümer und Pächter von Grundstücken an der Straße zufälligerweise den Vornamen Wilhelm, so kam der Name der Straße zustande | Der erste Name der Straße war die Flurbezeichnung Höllersch Mangbrich (= Höllers Mangenberg), später hieß sie bis zum 26. April 1935 Wilhelmstraße, bevor sie zugunsten der Ohligser Wilhelmstraße in Dietrich-Eckart-Höhe umbenannt wurde, im Zuge der Entnazifizierung wurde daraus am 28. Juni 1945 die Wilhelmshöhe, da die Endung -straße belegt war |
| Wilhelmstraße            | Ohligs               | Ohligser Bürger                         | Caspar Wilhelm Bremshey (1826–1899), Ohligser Unternehmer und Gründer der Taschenschirmfabrik Bremshey | |
| Wilzhaus                 | Ohligs               |                                         | Hofschaft Wilzhaus, möglicherweise handelt es sich um das Wildhaus (= Jagdhaus) des nahen Schlosses Caspersbroich | Der Hofschaftsname war bereits vor 1594 vorhanden |
| Wilzhauser Weg           | Ohligs               |                                         | siehe Wilzhaus | |
| Windfeln                 | Mitte                |                                         | Hofschaft Windfeln, ursprünglich Windhovele, abgekürzt bildete sich der Begriff Windfeln, der als windiger Hügel oder Höhenrücken gedeutet werden kann | Die Ortsbezeichnung Windfeln war schon im 13. Jahrhundert vorhanden |
| Winfriedstraße           | Höhscheid            |                                         | Bonifatius, geb. Winfried (ca. 673–754/755), Missionar und Kirchenorganisatior, genannt Apostel der Deutschen | Die Straße führt an der Kirche St. Suitbertus vorbei, Suitbert wird auch Apostel des Bergischen Landes genannt |
| Wippe                    | Höhscheid            |                                         | Hofschaft Wippe, ein alter Name für den Weinsberger Bach, an dem die Hofschaft liegt, lautet Wipper | Die Ortsbezeichnung ist seit dem Jahre 1395 belegt |
| Wipper Kotten            | Höhscheid            |                                         | nach dem Wipperkotten | |
| Wipperaue                | Höhscheid            |                                         | siehe Wippe, die Aue ist eine Flusswiese | Schon im 15. Jahrhundert war von einer Aue an der Wupper die Rede, nach der Städtevereinigung wurde daraus wegen Dopplung am 26. April 1935 die Wipperaue |
| Wipperauer Straße        | Aufderhöhe           |                                         | siehe Wipperaue | Die Straße trug zunächst den Namen Bahnstraße in Anlehnung an den 1864 bis 1867 errichteten Bahndamm der Bergisch-Märkischen Eisenbahn-Gesellschaft in Landwehr, sie erhielt am 26. April 1935 wegen Dopplung des alten Namens ihre heutige Bezeichnung |
| Wissmannstraße           | Merscheid            |                                         | Hermann von Wissmann (1853–1905), deutscher Afrikaforscher, Offizier und Kolonialbeamter | Ebenso wie die Benennung einer Straße nach Adolf Lüderitz wird auch Hermann von Wissmann als Namensgeber für eine Straße heute aufgrund der Verbrechen des Kolonialismus zunehmend kritisch gesehen, eine Umbenennung wie im Falle des Hindenburgplatzes 2010 ist jedoch nicht erfolgt, die Wissmannstraße (vormals Schillerstraße) erhielt ihren Namen am 26. April 1935                                                                                          |
| Wittekindstraße          | Höhscheid            |                                         | Wittekind (auch Widukind) (743–807), Herzog der Sachsen zur Zeit Karls des Großen | Neu angelegt erhielt die Wittekindstraße ihren Namen am 26. April 1935 |
| Wittenbergstraße         | Ohligs               |                                         | Lutherstadt Wittenberg, Stadt in Sachsen-Anhalt und der Ausgangspunkt von Luthers Wirken | Anlässlich des 450-jährigen Geburtstages von Martin Luther bat die evangelische Kreissynode am 26. Oktober 1933 um eine Umbenennung einer der beiden Alleestraßen, die Straße wurde daraufhin am 3. November 1933 umbenannt |
| Wittkuller Straße        | Wald                 |                                         | Hofschaft Wittkulle, der Name leitet sich wohl von einer nahen Lehmgrube (= kulle) ab, die von Weiden (= Witt) umgeben war | Der Hofschaftsname war bereits vor 1624 vorhanden, der vormalige Feldweg erhielt von den Walder Stadtverordneten im Jahre 1889 seine amtliche Bezeichnung, die noch heute gültig ist |
| Wolfgangstraße           | Mitte                | Männliche Vornamen                      | Wolfgang, Vorname | Die Straße hieß zunächst ab Anf. des 20. Jahrhunderts Dewetstraße nach dem südafrikanischen Politiker Christiaan de Wet, Bau und Benennung der Straße erfolgten in der Zeit des Burenkrieges (1899–1902) im Zusammenhang mit der Nachbarstraße, der Krügerstraße (heute Andreasstraße). Die Umbenennung der Dewetstraße zu Wolfgangstraße geschah 1980, die der Krügerstraße zu Andreasstraße 1976                                                                 |
| Wolfsfeld                | Höhscheid            |                                         | Flurname, nicht nach dem Tier benannt, sondern nach dem Familiennamen Wolf oder Wolfertz | Die Straße erhielt ihren Namen Am Wolfsfeld am 23. September 1923, der später verkürzt wurde |
| Worringer Straße         | Höhscheid            |                                         | Schlacht von Worringen, Finalschlacht im Limburger Erbfolgestreit im Jahre 1288 | Die vormalige Bogenstraße wurde wegen der Dopplung des alten Straßennamens am 26. April 1935 umbenannt und erhielt ihren Namen im Zusammenhang mit der benachbarten Walter-Dodde-Straße (vormals Grünstraße), eine Umbenennung beider Straßen in Deutschherrenweg konnte sich nicht durchsetzen |
| Wörthstraße              | Merscheid            |                                         | Schlacht bei Wörth, Schlacht des Deutsch-Französischen Krieges am 6. August 1870 | Für neu angelegte Straßen vergaben die Ohligser Stadtverordneten um das Jahr 1900 Straßennamen in Erinnerung an die Schlachten aus dem deutsch-französischen Krieg, die Wörthstraße erhielt ihren Namen um das Jahr 1905 |
| Wundesstraße             | Mitte                | Schwertschmiede und Alt-Solinger Bürger | Johannes Wundes (1560–1610), überregional berühmter Solinger Waffenschmied | Die Straße erhielt ihren Namen am 29. April 1908 |
| Wupperstraße             | Mitte                |                                         | Wupper, Fluss im Bergischen Land, bildet zu großen Teilen die Solinger Stadtgrenze, die Straße läuft geradewegs auf die Wupper zu | Der Fluss Wupper mit seinen zahlreichen Bächen lieferte die Antriebskraft für die Solinger Schleifer in ihren Kotten, so dass die Wupper die Entwicklung der Stadt zur Schneidwarenmetropole maßgeblich beeinflusst hat |
| Wuppertaler Straße       | Gräfrath             |                                         | Straße in die Nachbarstadt Wuppertal | Die einstige Provinzialstraße von Essen nach Solingen erhielt in Gräfrath Ende des 19. Jahrhunderts den Namen Solinger Straße, die kurz vor dem 1. Weltkrieg zum neuen Rathaus verlängert wurde, nach dem Bau der Umgehungsstraße um den Ortskern 1934 erhielt die gesamte Straße vom Central bis zur Stadtgrenze ihren heutigen Namen |
| Wüstenhof                | Widdert              |                                         | Hofschaft Wüstenhof, wahrscheinlich abgeleitet vom Namen der Solinger Messermacherfamilie Wöste | Die Ortsbezeichnung ist bereits seit dem 18. Jahrhundert vorhanden |
| Wüstenhofer Weg          | Widdert              |                                         | siehe Wüstenhof | |
| Yorckstraße              | Gräfrath             |                                         | Johann David Ludwig Graf Yorck von Wartenburg (1759–1830), preußischer Generalfeldmarschall | In der Vorkriegswohnsiedlung westlich des Bärenlochs tragen noch vier Straßen die Namen berühmter preußischer Generäle, die Derfflinger-, Nettelbeck-, Seydlitz- und Yorckstraße |
| Zaunkönigweg             | Höhscheid            | Zoologie Vögel                          | Zaunkönig, Vogelart | |
| Zedernweg                | Mitte                | Botanik Bäume                           | Zedern, Gattung der Familie Kieferngewächse | |
| Zeisigweg                | Höhscheid            | Zoologie Vögel                          | Zeisig, Vogelgattung der Familie der Finken | |
| Zeppelinstraße           | Wald                 | Flugpioniere                            | Ferdinand von Zeppelin (1838–1917), deutscher Graf, General der Kavallerie und Begründer des Starrluftschiffbaus | Die Benennung der Straße erfolgte am 19. April 1912 |
| Ziegelfeld               | Gräfrath             |                                         | Ortslage Ziegelfeld, ursprünglich gehörte der Ort zum Kloster Gräfrath, es handelt sich um eine Fläche, auf der zur Ziegelherstellung Feldbrand betrieben wurde | |
| Ziegelstraße             | Wald                 |                                         | ? | |
| Zietenstraße             | Mitte                |                                         | Hans Joachim von Zieten (1699–1786), einer der berühmtesten Reitergeneräle der preußischen Geschichte und enger Vertrauter König Friedrichs des Großen | Wie viele anderen Straßen in den vorkrieglichen Wohnvierteln rund um Bismarck- und Bülowplatz trägt auch die Zietenstraße den Namen eines preußischen Generals oder Staatsmann |
| Zugspitzweg              | Aufderhöhe           | Bergnamen                               | Zugspitze, höchster Berg Deutschlands in den Alpen (2962 Meter) | |
| Zweibrücker Straße       | Ohligs               |                                         | nach den zwei Einzel-Brücken der Berliner Brücke, deren Querung von Osten her nötig ist, um auf diese Straße zu gelangen:57f. | Die vormalige Breite Straße wurde am 26. April 1935 wegen der Dopplung des alten Namens umbenannt |
| Zweigstraße              | Höhscheid            |                                         | von der Gasstraße abzweigende Straße | |
| Zwergstraße              | Wald                 |                                         | nach der Kürze der Straße | |
| Zwillingsweg             | Höhscheid            |                                         | Zwilling J. A. Henckels, eines der bekanntesten Solinger Schneidwarenunternehmen, dessen Werk sich an die kleine Straße anschließt | Am Zwillingsweg befindet sich die erste Arbeitersiedlung des Unternehmens |
| Zwinglistraße            | Gräfrath             | Kirchengeschichte                       | Huldrych Zwingli (1484–1531), erster Züricher Reformator | Die vormals Blumenstraße genannte Straße erhielt am 26. April 1935 den Namen Karl-Paaß-Straße (nach dem Solinger SA-Scharführer), Umbenennung im Zuge der Entnazifizierung am 28. Juni 1945 |